# Cloué
Cloué – miejscowość i gmina we Francji, w regionie Nowa Akwitania, w departamencie Vienne.
Według danych na rok 1990 gminę zamieszkiwało 396 osób, a gęstość zaludnienia wynosiła 32 osób/km² (wśród 1467 gmin regionu Poitou-Charentes Cloué plasuje się na 631. miejscu pod względem liczby ludności, natomiast pod względem powierzchni na miejscu 707.).